# 李兆熊

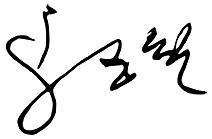
李兆熊的簽名

李兆熊（11月28日—），前香港麗的電視劇集監製及戲劇製作總監。李兆熊擅長拍攝倫理兼反映大時代變遷的電視劇，其與麥當雄及屠用雄並稱為「麗的三雄」。
李兆熊生於1940年代初，出身演戲世家，自1948年已開始投身影壇，初為童星，1960年代起擔任編劇，與父親李晨風於一導一編，拍出不少文藝改編佳作。
1973年李兆熊加入麗的電視，拍攝不少長篇電視劇集。1977年開始擔任監製，1981年升任戲劇製作總監至1982年初離開麗的電視。
當中其監製的《變色龍》、《浮生六劫》《大地恩情》都是當時的經典，曾一度擊敗無綫。1983年3月1日返回已易名的亞洲電視任節目製作總監，至1989年離職。

## 家庭
李兆熊有一兄二弟一妹。其父為著名導演李晨風，在左派電影公司工作；其母為演員李月清，而其妻是為前任香港亞洲電視監製和現任香港無綫電視監製王心慰。李的堂叔公則是時事評論員李怡的父親、導演李化。而曾在麗的電視及無綫電視任職編劇的譚嬣則是其兄嫂。

## 監製列表

### 電視劇（麗的電視）
- 1977年：《電視人》
- 1977年：《大件事》
- 1978年：《李後主》
- 1978年：《危險人物》
- 1978年：《奇兵36》
- 1978年：《變色龍》
- 1979年：《新變色龍》
- 1980年：《浮生六劫》
- 1980年：《大地恩情》
- 1981年：《浴血太平山》
- 1981年：《自由萬歲》
- 1981年：《再會太平山》
- 1981年：《天使危機》

## 外部連結
- 徐小明李兆熊再度並肩 （页面存档备份，存于）